# 140 Siwa
Siwa /ˈʃiːwə/ (định danh hành tinh vi hình: 140 Siwa) là một tiểu hành tinh lớn và tối, ở vành đai chính. Thành phần cấu tạo của nó thuộc tiểu hành tinh kiểu P (hoặc có thể là kiểu C). Ngày 13 tháng 10 năm 1874, nhà thiên văn học người Áo Johann Palisa phát hiện tiểu hành tinh Siwa khi ông thực hiện quan sát tại Đài quan sát Hải quân Áo ở Pola, Istria và đặt tên nó theo tên Šiwa, nữ thần sinh sản nhiều trong thần thoại Slav.
Tàu thăm dò sao chổi Rosetta đáng lẽ đã tới thăm Siwa trên đường đi tới sao chổi 46P/Wirtanen tháng 7 năm 2008. Tuy nhiên, sứ mệnh này đã được đổi sang tuyến đường tới sao chổi 67P/Churyumov-Gerasimenko nên chuyến bay ngang qua Siwa đã bị hủy bỏ.